# Nijmegen Eendracht Combinatie 1983-1984
Questa voce raccoglie le informazioni riguardanti il Nijmegen Eendracht Combinatie nelle competizioni ufficiali della stagione 1983-1984.

## Stagione
In campionato il NEC raggiunge il nono posto.
In KNVB beker elimina Excelsior (2-0), Quick Boys (0-0, 2-4 nella ripetizione) e DS '79 (0-0, 0-2 nella ripetizione) uscendo ai quarti di finale contro il Feyenoord (6-1).
In Coppa delle Coppe UEFA esclude il Brann ai sedicesimi (2-1) ma non passa contro il Barcellona (2-3 a Nimega, 2-0 a Barcellona) agli ottavi di finale.

## Rosa
| N. |                        | Ruolo | Calciatore      |
| -- | ---------------------- | ----- | --------------- |
|    | Paesi Bassi (bandiera) | D     | Eric van Rossum |
|    | Paesi Bassi (bandiera) | C     | Ron De Groot    |
|    | Paesi Bassi (bandiera) | C     | Anton Janssen   |
|    | Paesi Bassi (bandiera) | C     | Wim van Zinnen  |

| N. |                        | Ruolo | Calciatore    |
| -- | ---------------------- | ----- | ------------- |
|    | Paesi Bassi (bandiera) | A     | Henk Grim     |
|    | Paesi Bassi (bandiera) | A     | Danny Hoekman |
|    | Paesi Bassi (bandiera) | A     | Dick Jol      |